# Johann Gottfried Galle
Johann Gottfried Galle (Radis, 1812. június 9. – Potsdam, 1910. július 10.)  német csillagász, klimatológus és egyetemi tanár. Urbain Le Verrier-vel együttműködve felfedezte a Neptunusz bolygót.

## Életútja
Galle a Pabsthausban született, nem messze Radis falutól, Gräfenhainichen közelében, Johann Gottfried Galle (1790–1853) és felesége Maria Henriette néven Pannier (1790–1839) első fiaként. A Wittenberg gimnáziumába járt, majd 1830 és 1833 között a berlini Humboldt Egyetemen tanult. Ezután a Guben gimnáziumban helyezkedett el felsőfokú tanári állásban, mint matematika- és fizikatanár. Később a berlini Friedrichwerdersches gimnáziumba helyezték, így Berlinbe költözött.
1835-ben egykori tanára, a csillagászprofesszor Johann Franz Encke kinevezte őt asszisztensnek a város szélén újonnan épült Berlini Csillagvizsgálóba. A következő 16 évben Galle itt dolgozott, nevezetesen egy Fraunhofer 9 inch-es (22,5 cm) rekesznyílású távcsővel. 1838-ban felfedezte a Szaturnusz belső, sötét gyűrűjét. 1839 és 1840 között három új üstököst fedezett fel. 1845-ben Galle doktori fokozatot kapott. A doktori értekezésében a dán Ole Rømer feljegyzéseit tanulmányozta a csillagállásról.
1846. szeptember 23-án  levelet kapott a francia Urbain Le Verrier-től, aki az Uránusz bolygó keringési zavarait vizsgálta. Le Verrier egy még felfedezetlen bolygó helyzetére következtetett, és megkérte Gallét, hogy kutassa át az égbolt megfelelő részét. Ugyanezen az éjszakán Galle, asszisztense, Heinrich Louis d'Arrest segítségével, felfedezett egy 8. magnitúdós csillagot, mindössze 1°-ra a számított pozíciótól, amely nem szerepelt a berlini akadémiai csillagkatalógusban. A következő éjszakán az égitest 4 ívmásodperces sajátmozgása volt mérhető, ami kétséget kizáróan megállapította bolygó mivoltát. Galle mindig is elutasította, hogy a később „Neptunusznak” nevezett bolygó felfedezőjének tekintsék; a felfedezést Le Verrier-nek tulajdonította.

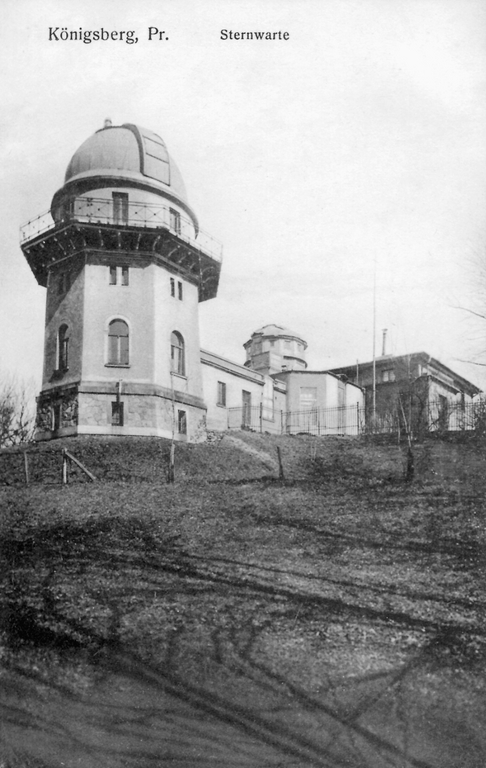
Königsbergi Egyetemi Csillagvizsgáló

1847-ben Encke Gallét választotta meg Friedrich Wilhelm Bessel utódjának a Königsbergi Obszervatórium igazgatói posztjára. Mielőtt a kinevezés, amelyet már IV. Frigyes Vilmos porosz király elrendelt, hatályba léphetett volna, Galle 1848 elején lemondott a pályázatról egy Carl Gustav Jacob Jacobi által ellene irányuló intrika miatt. Jacobi szponzorálta Bessel régóta mellette dolgozó asszisztensét August Ludwig Buscht, aki aztán ott is az utódja lett.
1851-ben Galle Breslauba ment, ahol először a breslaui Matematikai Intézet  igazgatója, majd 1856-tól a csillagászat professzora lett a Breslaui Egyetemen. Több mint 45 évig dolgozott ott. Az 1875/76-os tanévre megválasztották rektornak. Ez idő alatt a bolygók pontos pályameghatározásával foglalkozott, és módszereket dolgozott ki a sarki fények magasságának, valamint a meteorok pályájának meghatározására, és egy munkában összefoglalta az 1894-ig megfigyelt összes üstökös adatait. Ezen kívül foglalkozott a A Föld mágnesessége és a klimatológia témakörével. Összesen több mint 200 művet publikált.
1897-ben Galle Potsdamba költözött, ahol 98 éves korában halt meg.
Gallét a breslaui Steinstraße (lengyelül: ul. Kamienna) protestáns Mária Magdaléna Temetőben helyezték örök nyugalomra.

## Emlékezete

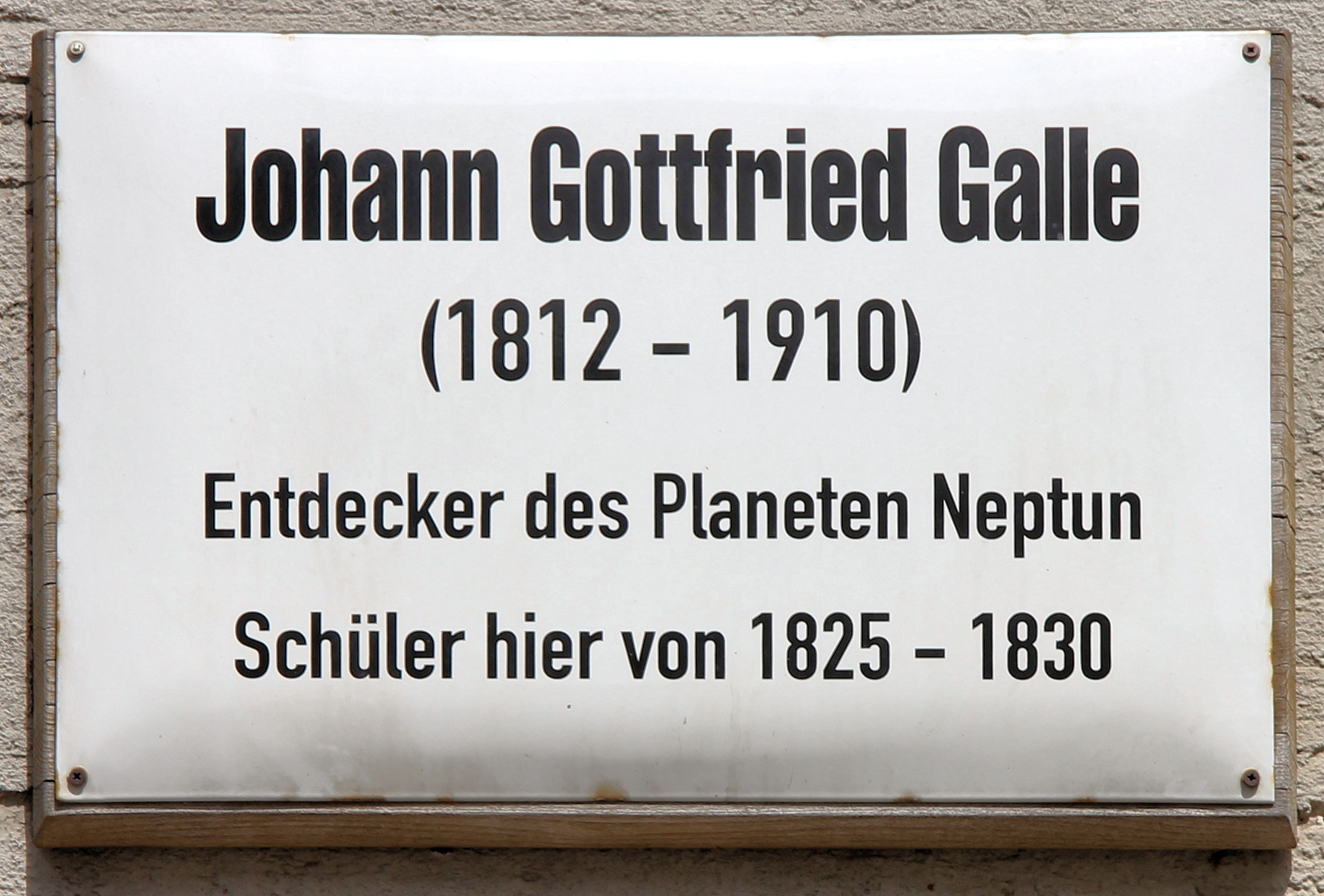
Emléktábla a Kirchplatz házon Wittenbergben

- A Neptunusz felfedezéséért a porosz királytól megkapta a Vörös Sas-rend kitüntetést, a francia királytól pedig a Francia Köztársaság Becsületrendjét.
- Tagja volt a Bajor Tudományos Akadémiának  és a brit Royal Astronomical Society-nek.
- 1846. december 31-én VIII. Keresztély dán király a Ingenio et arti' érdeméremmel tüntette ki.[9]
- Gräfenhainichen városa 1977-ben emlékművet állított neki.
- Galle (holdkráter), Galle (marsi kráter), a Neptunusz egyik gyűrűje és a (2097) Galle aszteroida a nevét viseli.

## Fordítás
Ez a szócikk részben vagy egészben  a   Johann Gottfried Galle című német Wikipédia-szócikk ezen változatának fordításán alapul.  Az eredeti cikk szerkesztőit annak laptörténete sorolja fel. Ez a jelzés csupán a megfogalmazás eredetét és a szerzői jogokat jelzi, nem szolgál a cikkben szereplő információk forrásmegjelöléseként.